# За кулисами (фильм, 2019)
«За кулисами» — российский киноальманах 2019 года.

## Сюжет
В киноальманах вошли четыре короткометражных фильма: «Худрук» (Илья Ермолов), «Без репетиций» (Наркас Искандарова), «Бравист» (Эвелина Барсегян), «Всё в ящик» (Игорь Каграманов). Все новеллы объединены общей темой закулисной жизни актёров, режиссёров и прочих деятелей искусства.
Первой сюжетной линией является история о пожилом художественном руководителе театра, погрязшем в проблемах творческого и бытового толка — денег нет, люди разбежались. Идёт репетиция спектакля «Укрощение строптивой». Другие трудности переживает молодой талант, примеряющий на себя стихотворение «Вот какой рассеянный» Самуила Маршака. Он как будто намеренно разрушает всё, на чём строилась его жизнь: отношения, театр, здоровье… В театральном зале подставной зритель-бравист встречает первую любовь, а звёздный и талантливый актёр ради заработка вынужден халтурить на съёмках ужасного сериала.

## В ролях

### Худрук
- Юрий Стоянов — Валерий Петрович, художественный руководитель театра
- Виктория Верберг — Людмила, ассистент худрука
- Денис Фомин — Даня
- Алина Гвасалия — Алина
- Дмитрий Соломыкин — Саша

### Без репетиций
- Сергей Бредюк — Александр Платонов, актёр
- Михаил Калиничев — Михаил Калинин
- Мари Ворожи — Карина, режиссёр
- Ирина Мануйлова — Мария Мануйлова
- Дмитрий Шиляев — Дмитрий
- Алексей Михайлов — худрук
- Борис Шильманский — мим
- Лариса Фёдорова — Настя
- Татьяна Кольцова — пожилая актриса
- Дарья Фомина — Юля, помреж

### Бравист
- Игорь Сергеев — Андрей
- Карина Разумовская — Аня Одуванова
- Наталья Круглова — босс
- Никита Человечков — Вадик
- Андрей Родимов — Анатоль
- Александр Павельев — барин

### Всё в ящик
- Павел Деревянко — актёр
- Дарья Петрова — актриса

## Премии и кинофестивали
Каждый короткометражный фильм киноальманаха самостоятельно участвовал в кинофестивалях по всему миру и получили положительные отзывы кинокритиков, профессионалов индустрии и рядовых зрителей. Фильмы демонстрировались на известных российских форумах кино — «Кинотавр», «Короче», «Меридианы Тихого», а также международных в Греции, Италии, Австрии, Франции, Армении, Китае. Фильм «Бравист» стал победителем ManhattanShortFilmFestival в США, «Без репетиций» — призёр фестиваля «Святая Анна», «Худрук» — лауреат «Амурской осени», «Всё в ящик» отмечен наградами «Микрофеста».